# Breathe (Fabolous)
"Breathe" is een nummer van de Amerikaanse rapper Fabolous. Het werd op 15 november 2004 als eerste single van zijn derde album (Real Talk) uitgebracht. In het nummer wordt muziek gebruikt van het Supertramp-album Crime of the Century (1974). Fabolous bereikte met deze single de tiende plaats in de Billboard Hot 100. Hij heeft verschillende versies van "Breathe" gemaakt, waaronder één met 50 Cent en Ma$e en één met Noztra. In de videoclip zijn korte optredens van The Game en DJ Clue te zien. De website Pitchfork Media noemde "Breathe" de op acht na beste single van 2004.